# في/إتش/اس
في/اتش/اس (بالإنجليزية: V/H/S)‏ هو فيلم رعب أمريكي يندرج تحت تصنيف أفلام ذات تقنية التسجيلات المكتشفة، صدر الفيلم سنة 2012.

## القصة
تدور القصة حول مجموعة من الشباب يذهبون إلى منزل مهجور وفجأة يدخلون إلى أحد بيوت هذا المنزل فيجدون رجلاً عجوزاً ميتاً على الكرسي وبجانبه مجموعة كبيرة من اشرطة الفيديو وفي كل فيديو قصة غريبة ومريبة ومرعبة كلها تعتمد على كاميرا الفيديو كمحرك رئيسي لأحداث القصة.

## عن الفيلم

### التصوير
تم تصوير الفلم بأكثر من طاقم للتصوير ومن أكثر من بلد، ولكل قصة طاقم تصوير مختلف.

### التقييم
تم تقييم الفلم على موقع IMDB ب 6.1/10  و حصل على موقع روتن توميتوز بنسبة 55% 

## الميزانية والإيرادات
حقق الفيلم أرباح تقدر بـ مليوني دولار.

## وصلات خارجية
في/إتش/اس على موقع IMDb (الإنجليزية)
- في/إتش/اس على موقع ميتاكريتيك (الإنجليزية)
- في/إتش/اس على موقع روتن توميتوز (الإنجليزية)
- في/إتش/اس على موقع نتفليكس (الإنجليزية)
- في/إتش/اس على موقع قاعدة بيانات الأفلام العربية
- في/إتش/اس على موقع ألو سيني (الفرنسية)
- في/إتش/اس على موقع Turner Classic Movies (الإنجليزية)
- في/إتش/اس على موقع أول موفي (الإنجليزية)
- في/إتش/اس على موقع بوكس أوفيس موجو (الإنجليزية)
- في/إتش/اس على موقع فيلمافينيتي (الإسبانية)